# Toyota RAV4
De Toyota RAV4 is een auto die kan worden ingedeeld in de klasse compacte SUV's.
In 1994 kwam de eerste versie van de RAV4 op de Nederlandse en Belgische markt. In Nederland werd de eerste generatie RAV4 verkocht als Toyota FunCruiser. Deze zogenaamde 'eerste generatie' zou tot het jaar 2000 doorgaan. Van 2001 tot 2005 kwam de 'tweede generatie' op de markt. In 2006 is de 'derde generatie' verschenen.
Met ingang van mei 2009 is de RAV4 cosmetisch aangepast. Vooraan zijn de bumper, lichtunits, mistlichten en het radiatorrooster aangepast, terwijl achteraan de lichten nu led-lampen zijn. Ook bevat de auto nu elektrisch inklapbare buitenspiegels met richtingaanwijzers, licht/regen-sensor en een Bluetooth-handsfreebediening via het multifunctionele stuur.
Ook heeft de RAV4 nu een gps-systeem met bijvoorbeeld een 6,5 inch-scherm alsmede actieve hoofdsteunen. De wagen heeft nu een lengte van 4,415 m, een breedte van 1,815 m en een hoogte van 1,72 m.

## Eerste generatie (XA10; 1994-2000)
De eerste generatie RAV4 werd geïntroduceerd in 1994, en werd als Toyota FunCruiser verkocht in Nederland.

### Toyota RAV4 EV

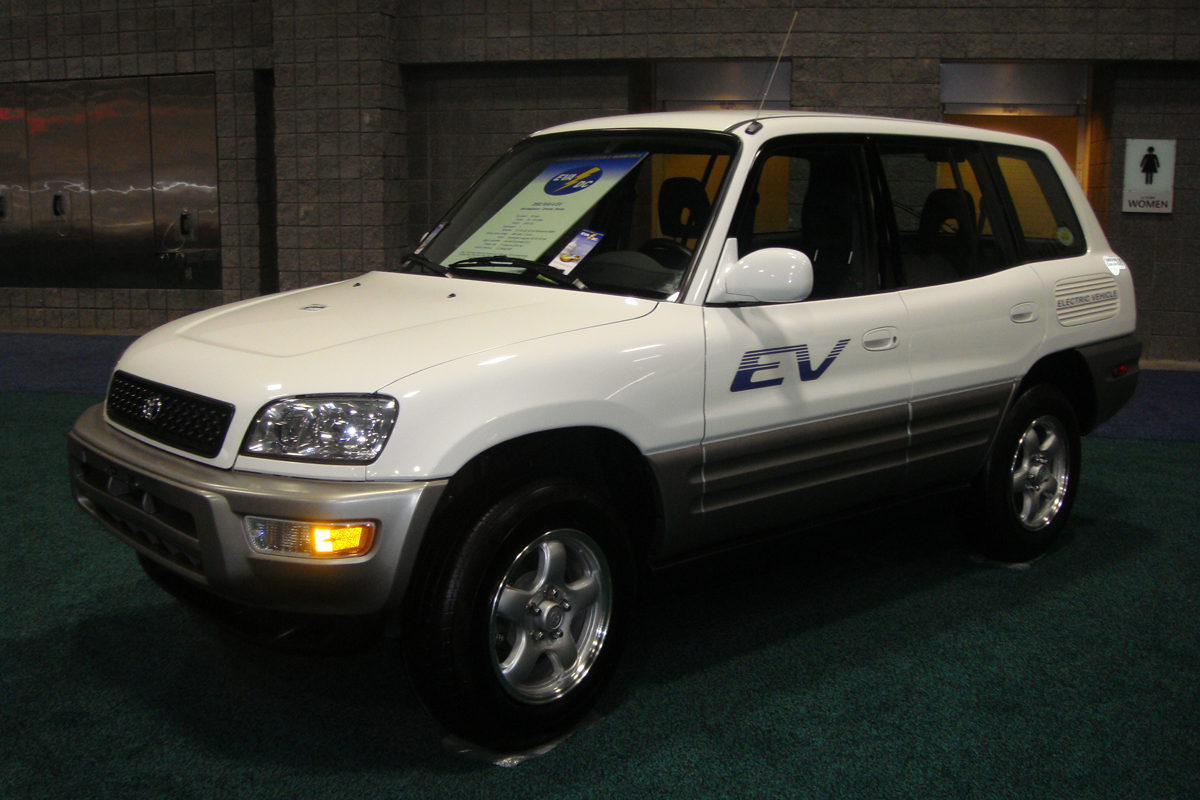
Toyota RAV EV

Van 1998 tot 2003 verkocht Toyota in Californië een elektrische variant van de Toyota RAV4. In totaal werden 1484 modellen verkocht. De eerste generatie RAV4 EV heeft een actieradius van 95 mijl of 153 kilometer. De eerste generatie RAV4 EV beschikt over een 12 volt, 95 ampère-uur, 27 kilowatt-uur Panasonic EV95 nikkel-metaalhydrideaccu. De batterijmodule bestaat uit 24 cellen met een totaal spanning van 288 volt. De RAV EV wordt aangedreven door een elektrische motor met een permanente magneet, heeft een maximaal vermogen van 50 kW en een maximaal koppel van 170 Nm. Toyota erkende dat de verkoopaantallen tegenvielen, met slechts 300 exemplaren per jaar, en stelde dat het vervangen van het batterijpakket economisch gezien af te raden is.

## Tweede generatie (XA20; 2000-2005)
De tweede generatie RAV4 werd geïntroduceerd in 2000 op de Autosalon van Genève. Vanaf deze generatie wordt het model ook RAV4 genoemd in Nederland. Deze generatie RAV4 is gebouwd op het Toyota MC-platform, net als de negende generatie Toyota Corolla en zevende generatie Toyota Celica. De tweede generatie Toyota RAV4 was leverbaar als driedeurs en vijfdeurs model, en zowel met voorwielaandrijving als vierwielaandrijving.

### Aandrijving
Vanaf introductie waren de 1,8-liter 1ZZ-FE en 2,0-liter 1AZ-FE viercilinder benzinemotoren beschikbaar. Alle modellen met de 1,8-liter 1ZZ-FE motor beschikken over voorwielaandrijving met een handgeschakelde transmissie met vijf versnellingen. Alle modellen met de 2,0-liter 1AZ-FE motor beschikken over vierwielaandrijving met, afhankelijk van de gekozen uitvoering, een handgeschakelde transmissie met vijf versnellingen of een 4-traps automatische transmissie.
In september 2001 werd de 2,0-liter viercilinder 1CD-FTV dieselmotor leverbaar met een handgeschakelde transmissie met vijf versnellingen en vierwielaandrijving.

## Derde generatie (XA30; 2005-2012)
Dit overzicht is mogelijk incompleet; u kunt helpen door het uit te breiden.

## Vierde generatie (XA40; 2013-2018)
Dit overzicht is mogelijk incompleet; u kunt helpen door het uit te breiden.

## Vijfde generatie (XA50; 2019-)
De vijfde generatie Toyota RAV4 werd getoond op de New York International Auto Show van 2018. De FT-AC (Future Toyota Adventure Concept)-conceptauto toonde het globale ontwerp op de Greater Los Angeles Auto Show op 30 november 2017. De Toyota RAV4 XA50 staat op het TNGA-K-platform, en is de eerste SUV van Toyota/Lexus dat op dit platform gebouwd is. Suzuki verkoopt dit model als Suzuki Across.

### Model / type / Motorinhoud / Verbruik / Energielabel

#### Benzinemodellen 95
- Toyota Rav4 2.0 vvt-i comfort 2wd 1998cc 7.4l / 100 km C
- Toyota Rav4 2.0 vvt-i comfort 4wd 1998cc 7.6l / 100 km C
- Toyota Rav4 2.0 vvt-i comfort 4wd aut 1998cc 7.6l / 100 km F
- Toyota Rav4 2.0 vvt-i dynamic 2wd 1998cc 7.4l / 100 km C
- Toyota Rav4 2.0 vvt-i dynamic 4wd 1998cc 7.6l / 100 km C
- Toyota Rav4 2.0 vvt-i dynamic 4wd aut 1998cc 7.6l / 100 km F
- Toyota Rav4 2.0 vvt-i executive business 4wd 1998cc 7.6l / 100 km C

#### Dieselmodellen
- Toyota Rav4 2.2 d-4df comfort 4wd 2231cc 6.0l / 100 km D
- Toyota Rav4 2.2 d-4df dynamic 4wd 2231cc 6.0l / 100 km D
- Toyota Rav4 2.2 d-4df executive business 4wd 2231cc 6.0l / 100 km D
- Toyota Rav4 2.2 d-cat 110kw executive business 4wd aut 2231cc 7.2l / 100 km F
- Toyota Rav4 2.2 d-cat 130kw dynamic 4wd 2231cc 6.7l / 100 km D
- Toyota Rav4 2.2 d-cat 130kw executive business 4wd 2231cc 6.7l / 100 km D

### Mitsuoka Buddy
Mitsuoka verbouwde de carrosserie van de Toyota RAV4 om een retro-look model te creëren. De Buddy is geïnspireerd op de grille van de Chevrolet Blazer K5, de achterzijde van de Cadillac Brougham en het contrasterende paneel op de achterzijde van de Jeep Grand Wagoneer.

## Gaspedaal
Begin 2010 ontstond er in de Verenigde Staten veel ophef omdat er enkele ongevallen met dodelijke afloop waren gebeurd. Vermoed werd dat het gaspedaal van verschillende Toyota-modellen kon blijven hangen, waarop Toyota besloot tot een terugroepactie van vrijwel alle recente modellen waarbij de gaspedalen aangepast werden. Omdat ook in Europese Toyota's de betreffende gaspedalen ingebouwd waren werden ook in Europa veel modellen - waaronder de RAV4 - teruggeroepen.
Op 9 februari 2011 maakte het Amerikaanse ministerie van Transport bekend dat het geen technische fout had kunnen vinden die de problemen met het gaspedaal zou kunnen veroorzaken.
Personenauto's (leverbaar): Aygo · bZ4X · Camry · Corolla · C-HR · Highlander · Land Cruiser · Mirai · Prius · RAV4 · (GR) Supra · Yaris · Yaris Cross

Bedrijfswagens: Hilux · Proace

Niet meer leverbaar: 1000 · 2000GT · 4Runner · Auris · Avensis · Avensis Verso · Carina · Celica · Corolla Verso · Corona · Cressida · Crown · Dyna · FunCruiser · GT86 · Hiace · iQ · LiteAce · MR2 · Paseo · Picnic · Previa · Starlet · Tercel · Urban Cruiser · Verso · Verso-S · Yaris Verso